# Kundes
Els kundes són un grup ètnic de Zàmbia, Zimbàbue, i Moçambic. El seu nombre aproximat és de 260.100 persones. Parlen chikunda, una llengua bantu fortament relacionada amb el Chichewa.
La majoria dels kunda viuen vora el riu Mwazam'tanda. Celebren un festival anual anomenat Malaila.